# Norman Reedus
Norman Mark Reedus (Hollywood, Florida, 6 ianuarie 1969) este un actor american. Este cunoscut în primul rând pentru rolul lui Murphy MacManus în filmul Boondock Saints (1999) și pentru personajul lui Daryl Dixon în serialul de televiziune The Walking Dead. De asemenea, el a regizat mai multe videoclipuri si a pozat pentru diferite designeri de moda. În plus, a lucrat alături de Lady Gaga în videoclipul Judas.

## Viața și carieră
Norman Reedus s-a născut în Hollywood, Florida, iar câteva luni mai târziu, familia s-a mutat la Los Angeles, California. După plecarea de acasă la vârsta de 12 ani, a locuit pentru o lungă perioadă de timp, în Regatul Unit, Spania și Japonia. Acesta a fost descoperit la o petrecere în Los Angeles în timp ce compagina locul sau de muncă într-un magazin de motociclete Harley Davidson în Venice, Los Angeles, cu grafica ca pictor, fotograf si sculptor pentru diverse spectacole. Primul său spectacol a fost în play Hărți pentru Drowners la Tiffany Teatru de pe Sunset Boulevard și primul său rol în cinema a fost cu filmul horror de la Guillermo del Toro 's Imita interpretând pe Jeremy. Încă de la începuturile sale, a lucrat ca model pentru mărci precum Prada, Alessandro Dell 'acqua, D urban, Levi' s și Lexus, printre altele.
El este cunoscut în primul rând pentru rolul lui Murphy MacManus în filmul Boondock Saints și continuarea acestuia Boondock Saints II: All Saints Day, scris și regizat de către Troy Duffy, împărțind scena cu Sean Patrick Flanery și Willem Dafoe. A avut roluri în Plutitoare, Șase Moduri de a-duminică, Tânăr sălbatic, Blade II, Zvonuri care ucide, Mimic, 8mm, American Gangster, Eroul Vrut și Funcționarea Moscova , printre altele, precum și rolul său jucat în filmul Red Canyon încarnat pe Mac.
În 2010, a fost chemat să participe în serialul de televiziune de AMC The Walking Dead pentru a da viață personajului Daryl Dixon. Acest personaj a fost conceput exclusiv pentru el, din moment ce nu apare în comic, bazat pe personalitatea actorului. Rolul lui Daryl nu se referă doar la serialul de televiziune, dar, și de asemenea, un joc video protagonizat de frații Dixon numit The Walking Dead: Survival Instinct. În mai 2011, Reedus a apărut în videoclip pentru single - Iuda de la Lady Gaga
în cazul în care întruchipat de Iuda Iscarioteanul.A participat, de asemenea, în clipuri video de Radiohead, Björk, și R. E. M.

## Viața personală
Are un fiu pe nume Mingus Lucien Reedus, care s-a născut la 13 octombrie, din 1999, cu modelul Helena Christensen, cu care a avut o relație care a durat din 1998 până în 2003. 
Reedus a fost implicat într-un grav accident în 2005, după un concert a lui R. E. M. în Germania, care l-a costat complexă intervenție chirurgicală la ochiul drept pentru a recupera estetica chipului, temându-se să nu fie în măsură să-l impiedice sa continue să lucreze ca actor, ca urmare a prejudiciului cauzat; cu toate acestea, după recuperarea s-a întors înapoi la munca lui fără probleme. 
În prezent, în afară de al interpreta pe Daryl Dixon în serialul de televiziune The Walking Dead și spectacolul de motociclete la Plimbare cu Norman Reedus în care el este prezentatorul. Arată proiectele sale artistice în galerii de artă din New York, Berlin și Frankfurt , cu scopul de a strânge fonduri, care sunt destinate pentru opere de caritate.